# Bathyditrupa hovei
Bathyditrupa hovei är en ringmaskart som beskrevs av Kupriyanova 1993. Bathyditrupa hovei ingår i släktet Bathyditrupa och familjen Serpulidae. Inga underarter finns listade i Catalogue of Life.